# جيمس باترسون (سياسي أمريكي)
جيمس باترسون (بالإنجليزية: James Patterson)‏ هو سياسي أمريكي، ولد في 1794، وتوفي في 1867. حزبياً، نشط في الحزب الديمقراطي. وقد انتخب Director of the Monmouth County Board of Chosen Freeholders ‏ وانتخب عضو جمعية نيوجيرسي العامة.